# Steyr TMP
La Steyr TMP è una pistola mitragliatrice Steyr calibro 9 mm.

## Sviluppo
Viene prodotta dalla Steyr Mannlicher, ditta austriaca della città di Steyr. Nel 2001 il progetto è stato venduto alla Brügger & Thomet, portando allo sviluppo della Brügger & Thomet MP9.

## Tecnica
Il mitra è dotato di calcio pieghevole e guide integrate sul lato superiore e destro del castello. Il caricatore può incamerare 15 colpi.

## Usi
Viene utilizzata in Italia dal Gruppo di Intervento Speciale.

## Modelli
- SPP pistola semiautomatica, lunghezza 282 mm, altezza 162 mm, spessore 45 mm, lunghezza canna 150 mm, lunghezza linea di mira 188 mm, 15/30 colpi, peso scarica 1270 g, peso carica 1450 g (15 colpi) e 1630 g (30 colpi);
- TMP pistola semiautomatica, Lunghezza 282 mm, lunghezza canna 130 mm, peso scarica 1300 , 15/30 colpi.